# مطمور
مطمور (به عربی: مطمور) یک شهرداری در الجزایر است که در استان معسکر واقع شده‌است.